# Diesse
El Diesse o Dieße és un afluent dret de l'Ilme a l'Estat de Baixa Saxònia a Alemanya.
Neix al serrat de Solling a una altitud de 445 metres per sobre del nivell mitjà del mar i desemboca 14,36 km més avall a l'Ilme a Holtensen, un nucli a l'oest de la ciutat d'Einbeck.
Rega els nuclis rurals de Fredelsloh, Lauenberg, Seelzerturm, Hoppensen, Wellersen i Holtensen. A l'entrada del poble de Lauenberg va excavar-se un rec que antany va accionar dos molins i que més avall torna al riu principal. Via l'Ilme, el Leine, l'Aller i el Weser desguassa al mar del Nord.